# Melchor Méndez Magariños

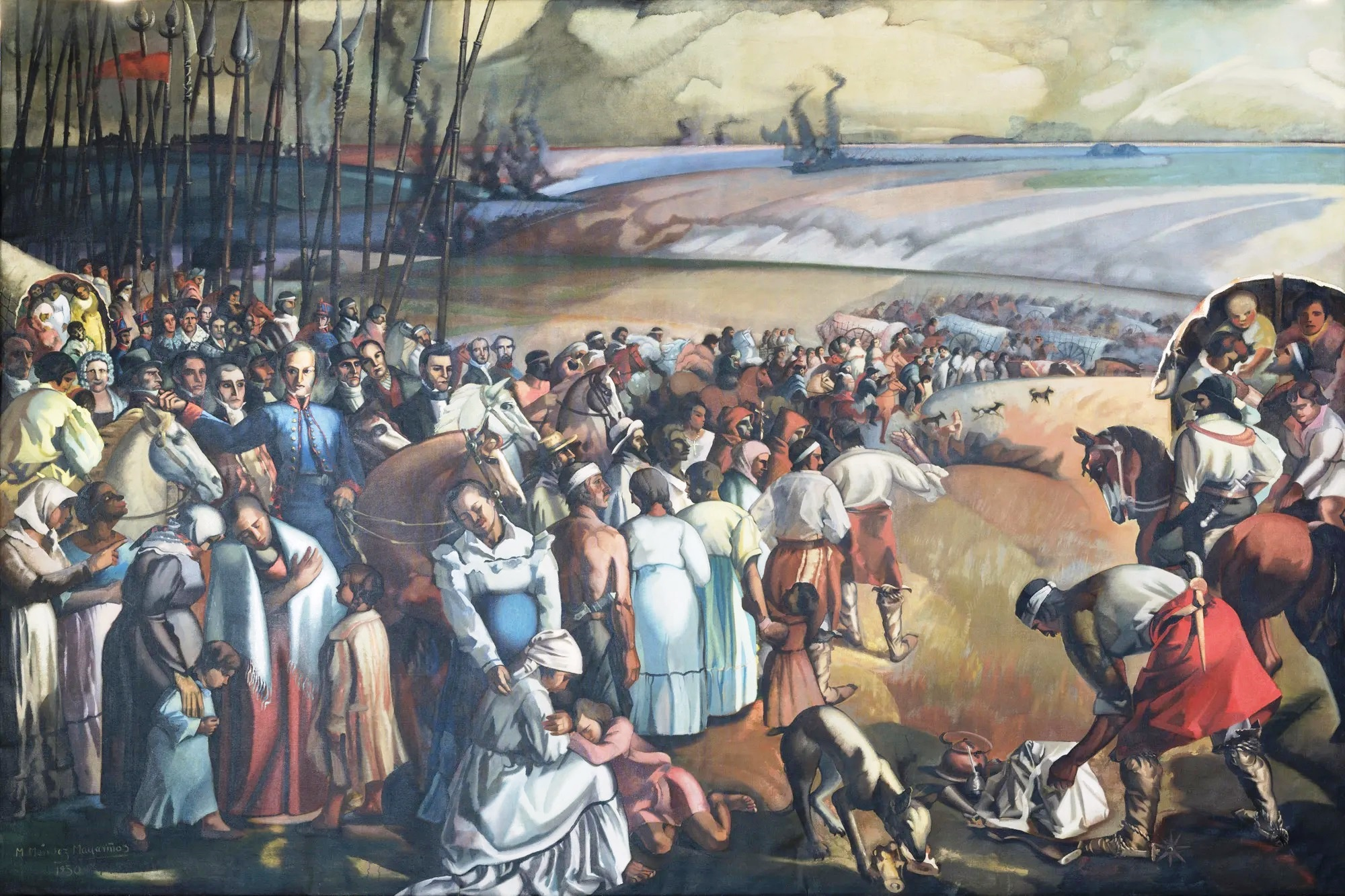
El Éxodo del Pueblo Oriental, uma de suas obras mais destacadas.

Melchor Méndez Magariños (Pontevedra, 6 de novembro de 1885 — Montevidéu, 28 de novembro de 1945) foi um pintor e gravador uruguaio.